# 4e cérémonie des European Independent Film Critics Awards
La 4e cérémonie des European Independent Film Critics Awards, décernés par les European Independent Film Critics a récompensé les films de cinéma sortis en 2012.

## Palmarès
- Meilleur film : La Taupe (Tinker Tailor Soldier Spy)
- Meilleur réalisateur : Tomas Alfredson pour La Taupe (Tinker Tailor Soldier Spy)
- Meilleur producteur : Tim Bevan, Eric Fellner, Robyn Slovo  pour La Taupe (Tinker Tailor Soldier Spy)
- Meilleur acteur : Gary Oldman dans La Taupe (Tinker Tailor Soldier Spy)
- Meilleure actrice : Emmanuelle Riva dans Amour
- Meilleur acteur dans un second rôle :  John Hurt dans La Taupe (Tinker Tailor Soldier Spy)
- Meilleure actrice dans un second rôle : Carey Mulligan dans Shame
- Meilleur scénario : Amour
- Meilleure photographie : Holy Motors
- Meilleurs décors : La Taupe (Tinker Tailor Soldier Spy)
- Meilleur montage : César doit mourir (Cesare deve morire)
- Meilleure musique : La Taupe (Tinker Tailor Soldier Spy)
- Meilleur film international : Argo